# Gunnel Lindblom
Gunnel Martha Ingegard Lindblom (Göteborg, 18 de desembre de 1931 - Brottby, 24 de gener de 2021) va ser una actriu i directora d'escena sueca.

## Carrera
Com a actriu va estar associada principalment amb l'obra d'Ingmar Bergman, encara que en 1965 va interpretar el paper principal a Miss Julie per BBC Televisió. ambé va ser una de les protagonistes de l'obra de teatre de Bergman The Ghost Sonata entre 1998 i 2000. En 2009 va dirigir l'obra teatral de Jon Fosse Flicka i gul regnjacka al Dramaten, protagonitzada per Stina Ekblad i Irene Lindh.
Lindblom va morir el 24 de gener de 2021 als vuitanta-nou anys d'edat.

## Filmografia destacada
- El setè segell (1957)
- Maduixes silvestres (1957)
- Venetianskan (1958)
- Rabies (1958)
- La font de la donzella (1960)
- Els combregants (1962)
- Tystnaden (1963)
- Älskande par (1964)
- Sult (1966)
- Flickorna (1968)
- Secrets d'un matrimoni (1973)

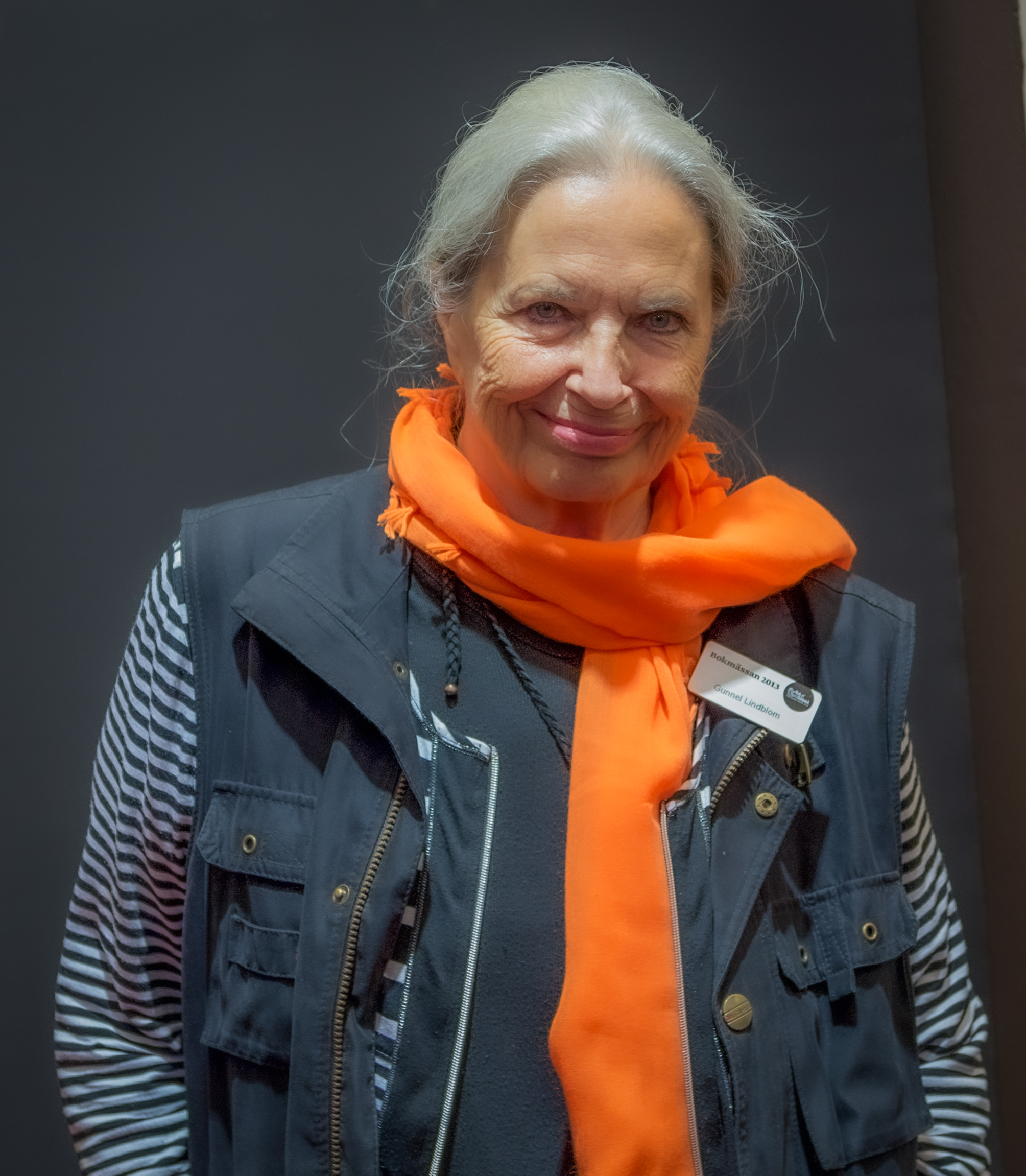
Gunnel Lindblom (2013)

- Paradistorg (també directora, 1977)
- Sally och friheten (1981)
- Els homes que no estimaven les dones (2009)